# Rocky (nummer)
"Rocky" is een nummer van de Amerikaanse artiest Dickey Lee. Het verscheen in 1975 als single. Het werd gecoverd door Austin Roberts, die er later dat jaar een grote hit mee had. In Nederland en Vlaanderen werd het nummer een jaar later bekend in de Nederlandstalige versie van Don Mercedes en behaalde het de nummer één positie. Die versie was gebaseerd op het arrangement van Frank Farian die iets eerder een Duitstalige bewerking had uitgebracht en daarmee een grote hit in Duitsland had.

## Achtergrond

### Compositie
"Rocky" is geschreven door Jay Stevens. Het nummer wordt gezongen vanuit het oogpunt van een jonge vader genaamd Rocky, die vertelt over zijn geliefde (die niet bij naam wordt genoemd). Hij vertelt hoe hij haar vier jaar eerder als 18-jarige ontmoette en hoe zij het goed met elkaar konden vinden. De twee trouwen al snel en krijgen even later een dochter. Ze zijn tevreden met hun leven, totdat de vrouw ongeneeslijk ziek wordt en komt te overlijden. In het laatste couplet vertelt Rocky over zijn dochter, die precies op zijn vrouw lijkt. Hij heeft wel het gevoel dat zijn vrouw naar hem en zijn dochter kijkt en dat zij altijd van hem blijft houden. In de refreinen is de vrouw altijd bang voor een nieuwe levensfase (verliefd worden, een kind krijgen, sterven), maar stelt de man haar altijd gerust. In het laatste refrein hoort de man zijn overleden vrouw tegen hem spreken en stelt zij hem gerust.

### Versie Dickey Lee
"Rocky" werd in 1975 voor het eerst opgenomen door de Amerikaanse countrymuzikant Dickey Lee, die met zijn versie een nummer 1-hit in de Amerikaanse countrylijsten behaalde. Het werd in de versie van Dickey Lee geproduceerd door Lee en Roy Dea. Bij het grote publiek had het echter geen succes.

### Versie Austin Roberts
Austin Roberts bracht het nog hetzelfde jaar uit als de vijfde single van zijn album Rocky. Hij had een wereldwijde hit met zijn versie: het kwam tot de negende plaats in de Amerikaanse Billboard Hot 100 en tot plaats 22 in de Britse UK Singles Chart. Het werd een nummer 1-hit in Duitsland en Zuid-Afrika en kwam ook in Canada in de top 10 terecht.

### Duitstalige versie Frank Farian
In het voorjaar van 1976 bracht de Duitse muziekproducent Frank Farian een cover van "Rocky" uit met een Duitse tekst, geschreven door Hans-Ulrich Weigel. Na jaren actief te zijn in de muziekscene werd het zijn eerste grote hit. In zijn versie wordt het laatste refrein verteld vanuit het oogpunt van de dochter van het koppel. En het kreeg een ander zangarrangement. Meer nadruk op het refrein door dit te laten voorzien van vrouwelijke vokalen. Deze versie werd een nummer 1-hit in Duitsland en werd ook in Zwitserland en Oostenrijk een top 3-hit. In Nederland kwam het tot de achtste plaats in de Top 40 en de zesde plaats in de Nationale Hitparade, en in Vlaanderen behaalde het plaats 28 in een voorloper van de Ultratop 50.

### Nederlandstalige versie Don Mercedes
Peter Koelewijn en Will Hoebee hoorden de Duitse versie van "Rocky" en besloten om een Nederlandstalige versie van het nummer te maken. De Nederlandse tekst werd geschreven door John Eshuis onder het pseudoniem C.A.R. Pano. Zij besloten om de refreinen van hun versie ook door een vrouw te laten inzingen; in vorige versies was alleen een mannenstem te horen. Voor de vrouwenstem kwamen zij uit bij Bonnie St. Claire, terwijl de mannenstem werd ingezongen door Don Mercedes. Het werd een nummer 1-hit in de Nederlandse Top 40, de Nationale Hitparade en een voorloper van de Vlaamse Ultratop 50. Later werden er in Nederland nog hitgenoteerde versies van Bad Brothers (2004) en Addie Timmermans met Jolanda van de Wetering (2009) uitgebracht.

## Hitnoteringen

### Frank Farian

#### Nederlandse Top 40
| Hitnotering: 22-05-1976 t/m 03-07-1976 | Hitnotering: 22-05-1976 t/m 03-07-1976 | Hitnotering: 22-05-1976 t/m 03-07-1976 | Hitnotering: 22-05-1976 t/m 03-07-1976 | Hitnotering: 22-05-1976 t/m 03-07-1976 | Hitnotering: 22-05-1976 t/m 03-07-1976 | Hitnotering: 22-05-1976 t/m 03-07-1976 | Hitnotering: 22-05-1976 t/m 03-07-1976 | Hitnotering: 22-05-1976 t/m 03-07-1976 |
| Week                                   | 1                                      | 2                                      | 3                                      | 4                                      | 5                                      | 6                                      | 7                                      |                                        |
| -------------------------------------- | -------------------------------------- | -------------------------------------- | -------------------------------------- | -------------------------------------- | -------------------------------------- | -------------------------------------- | -------------------------------------- | -------------------------------------- |
| Nummer                                 | 19                                     | 16                                     | 9                                      | 8                                      | 18                                     | 29                                     | 39                                     | uit                                    |

#### Nationale Hitparade
| Hitnotering: 15-05-1976 t/m 19-06-1976 | Hitnotering: 15-05-1976 t/m 19-06-1976 | Hitnotering: 15-05-1976 t/m 19-06-1976 | Hitnotering: 15-05-1976 t/m 19-06-1976 | Hitnotering: 15-05-1976 t/m 19-06-1976 | Hitnotering: 15-05-1976 t/m 19-06-1976 | Hitnotering: 15-05-1976 t/m 19-06-1976 | Hitnotering: 15-05-1976 t/m 19-06-1976 |
| Week                                   | 1                                      | 2                                      | 3                                      | 4                                      | 5                                      | 6                                      |                                        |
| -------------------------------------- | -------------------------------------- | -------------------------------------- | -------------------------------------- | -------------------------------------- | -------------------------------------- | -------------------------------------- | -------------------------------------- |
| Nummer                                 | 28                                     | 20                                     | 10                                     | 8                                      | 6                                      | 15                                     | uit                                    |

### Don Mercedes

#### Nederlandse Top 40
| Hitnotering: 22-05-1976 t/m 31-07-1976 | Hitnotering: 22-05-1976 t/m 31-07-1976 | Hitnotering: 22-05-1976 t/m 31-07-1976 | Hitnotering: 22-05-1976 t/m 31-07-1976 | Hitnotering: 22-05-1976 t/m 31-07-1976 | Hitnotering: 22-05-1976 t/m 31-07-1976 | Hitnotering: 22-05-1976 t/m 31-07-1976 | Hitnotering: 22-05-1976 t/m 31-07-1976 | Hitnotering: 22-05-1976 t/m 31-07-1976 | Hitnotering: 22-05-1976 t/m 31-07-1976 | Hitnotering: 22-05-1976 t/m 31-07-1976 | Hitnotering: 22-05-1976 t/m 31-07-1976 | Hitnotering: 22-05-1976 t/m 31-07-1976 |
| Week                                   | 1                                      | 2                                      | 3                                      | 4                                      | 5                                      | 6                                      | 7                                      | 8                                      | 9                                      | 10                                     | 11                                     |                                        |
| -------------------------------------- | -------------------------------------- | -------------------------------------- | -------------------------------------- | -------------------------------------- | -------------------------------------- | -------------------------------------- | -------------------------------------- | -------------------------------------- | -------------------------------------- | -------------------------------------- | -------------------------------------- | -------------------------------------- |
| Nummer                                 | 29                                     | 9                                      | 4                                      | 1                                      | 1                                      | 2                                      | 5                                      | 11                                     | 23                                     | 32                                     | 40                                     | uit                                    |

#### Nationale Hitparade
| Hitnotering: 22-05-1976 t/m 10-07-1976 | Hitnotering: 22-05-1976 t/m 10-07-1976 | Hitnotering: 22-05-1976 t/m 10-07-1976 | Hitnotering: 22-05-1976 t/m 10-07-1976 | Hitnotering: 22-05-1976 t/m 10-07-1976 | Hitnotering: 22-05-1976 t/m 10-07-1976 | Hitnotering: 22-05-1976 t/m 10-07-1976 | Hitnotering: 22-05-1976 t/m 10-07-1976 | Hitnotering: 22-05-1976 t/m 10-07-1976 | Hitnotering: 22-05-1976 t/m 10-07-1976 |
| Week                                   | 1                                      | 2                                      | 3                                      | 4                                      | 5                                      | 6                                      | 7                                      | 8                                      |                                        |
| -------------------------------------- | -------------------------------------- | -------------------------------------- | -------------------------------------- | -------------------------------------- | -------------------------------------- | -------------------------------------- | -------------------------------------- | -------------------------------------- | -------------------------------------- |
| Nummer                                 | 15                                     | 3                                      | 2                                      | 1                                      | 1                                      | 2                                      | 8                                      | 27                                     | uit                                    |

#### NPO Radio 2 Top 2000
| Nummer met noteringen in de NPO Radio 2 Top 2000 | '99  | '00  | '01  | '02  | '03  | '04  | '05  | '06  | '07  | '08  |
| ------------------------------------------------ | ---- | ---- | ---- | ---- | ---- | ---- | ---- | ---- | ---- | ---- |
| Rocky                                            | 1461 | 1288 | 1403 | 1607 | 1779 | 1747 | 1484 | 1746 | 1790 | 1667 |

1. ↑  Een vetgedrukt getal geeft de hoogste notering aan.
2. ↑  Deze tabel is bijgewerkt tot en met de laatste editie (2024).

### Bad Brothers

#### Single Top 100
| Hitnotering: 25-12-2004 t/m 22-01-2005 | Hitnotering: 25-12-2004 t/m 22-01-2005 | Hitnotering: 25-12-2004 t/m 22-01-2005 | Hitnotering: 25-12-2004 t/m 22-01-2005 | Hitnotering: 25-12-2004 t/m 22-01-2005 | Hitnotering: 25-12-2004 t/m 22-01-2005 | Hitnotering: 25-12-2004 t/m 22-01-2005 |
| Week                                   | 1                                      | 2                                      | 3                                      | 4                                      | 5                                      |                                        |
| -------------------------------------- | -------------------------------------- | -------------------------------------- | -------------------------------------- | -------------------------------------- | -------------------------------------- | -------------------------------------- |
| Nummer                                 | 57                                     | 63                                     | 58                                     | 91                                     | 92                                     | uit                                    |

### Addie Timmermans ft. Jolanda van de Wetering

#### Single Top 100
| Hitnotering week 1: 28-02-2009 Hitnotering week 2: 28-03-2009 Hitnotering week 3 t/m 9: 18-04-2009 t/m 30-05-2009 | Hitnotering week 1: 28-02-2009 Hitnotering week 2: 28-03-2009 Hitnotering week 3 t/m 9: 18-04-2009 t/m 30-05-2009 | Hitnotering week 1: 28-02-2009 Hitnotering week 2: 28-03-2009 Hitnotering week 3 t/m 9: 18-04-2009 t/m 30-05-2009 | Hitnotering week 1: 28-02-2009 Hitnotering week 2: 28-03-2009 Hitnotering week 3 t/m 9: 18-04-2009 t/m 30-05-2009 | Hitnotering week 1: 28-02-2009 Hitnotering week 2: 28-03-2009 Hitnotering week 3 t/m 9: 18-04-2009 t/m 30-05-2009 | Hitnotering week 1: 28-02-2009 Hitnotering week 2: 28-03-2009 Hitnotering week 3 t/m 9: 18-04-2009 t/m 30-05-2009 | Hitnotering week 1: 28-02-2009 Hitnotering week 2: 28-03-2009 Hitnotering week 3 t/m 9: 18-04-2009 t/m 30-05-2009 | Hitnotering week 1: 28-02-2009 Hitnotering week 2: 28-03-2009 Hitnotering week 3 t/m 9: 18-04-2009 t/m 30-05-2009 | Hitnotering week 1: 28-02-2009 Hitnotering week 2: 28-03-2009 Hitnotering week 3 t/m 9: 18-04-2009 t/m 30-05-2009 | Hitnotering week 1: 28-02-2009 Hitnotering week 2: 28-03-2009 Hitnotering week 3 t/m 9: 18-04-2009 t/m 30-05-2009 | Hitnotering week 1: 28-02-2009 Hitnotering week 2: 28-03-2009 Hitnotering week 3 t/m 9: 18-04-2009 t/m 30-05-2009 | Hitnotering week 1: 28-02-2009 Hitnotering week 2: 28-03-2009 Hitnotering week 3 t/m 9: 18-04-2009 t/m 30-05-2009 | Hitnotering week 1: 28-02-2009 Hitnotering week 2: 28-03-2009 Hitnotering week 3 t/m 9: 18-04-2009 t/m 30-05-2009 |
| Week | 1 | | 2 | | 3 | 4 | 5 | 6 | 7 | 8 | 9 | |
| --- | --- | --- | --- | --- | --- | --- | --- | --- | --- | --- | --- | --- |
| Nummer | 88 | uit | 96 | uit | 53 | 39 | 36 | 46 | 52 | 54 | 90 | uit |